# Punti estremi del Regno Unito

Regno Unito

Questa è una lista dei punti estremi del Regno Unito: i punti che si trovano più a nord, sud, est e ovest di qualunque altro luogo facente parte dello stato. Tradizionalmente, l'estensione dell'isola della Gran Bretagna è descritta dall'espressione "from Land's End to John o' Groats" ("da Land's End fino a John o' Groats"), cioè dall'estremo sud-ovest dell'Inghilterra al nord-est della Scozia.
Questo articolo non fa riferimento alle Isole del Canale, in quanto sono Dipendenze della Corona Britannica, ma non parti costituenti del Regno Unito.
- Punto più a nord – Out Stack, Shetland (60°51′N 0°52′W)
- Insediamento abitato più a nord – Skaw, Unst, Shetland (60°49′N 0°47′W)

- Punto più a sud – Western Rocks, Isole Scilly (49°51′N 6°24′W)
- Insediamento abitato più a sud – St Agnes, Isole Scilly (49°53′N 6°20′W)

- Punto più a ovest – Rockall (57°35′N 13°41′W). Sebbene la rivendicazione su Rockall da parte del Regno Unito non sia contestata da nessuna nazione o autorità internazionale, altri stati l'hanno rivendicata in passato. Se Rockall non viene considerata parte del Regno Unito, Soay, nell'arcipelago di Saint Kilda, situato a 57.83°N 8.638°W è il punto più occidentale.

- Insediamento abitato più a ovest – Belleek, Contea Fermanagh (54°28′N 8°09.8′W). Fino al 1930, l'insediamento abitato più occidentale era Hirta, sull'isola di Saint Kilda. Oggi il villaggio è abbandonato, e l'isola è una base militare popolata solamente nei mesi estivi.

- Punto più a est – Lowestoft Ness, Suffolk (52°29′N 1°46′E)
- Insediamento abitato più a est – Lowestoft, Suffolk (52°28′N 1°45′E)

- Punto più alto – Ben Nevis, Scozia a 1344 m (56.797°N 5.004°W)

- Punto più basso – Holme Fen, Huntingdonshire, 3 m sotto il livello del mare (52°29′N 0°13′W)

## Punti estremi all'interno del Regno Unito
Oltre ai punti estremi del Regno Unito, sono elencati i punti estremi delle sue nazioni costitutive (Galles, Inghilterra, Irlanda del Nord e Scozia) e dell'isola di Gran Bretagna.

### Gran Bretagna
- Punto più a nord – Dunnet Head, anche detta Easter Head, Caithness, Highland, Scozia (58°40′N 3°22′W)
- Insediamento abitato più a nord – Skarfskerry, Caithness, Highland, Scozia (58°39′N 3°15′W)

- Punto più a sud – Capo Lizard, Cornovaglia, Inghilterra (49°57′N 5°12′W)
- Insediamento abitato più a sud – Penisola di Lizard, Cornovaglia, Inghilterra (49°57′N 5°12′W)

- Punto più a ovest – Corrachadh Mòr, Highland, Scozia (56°42′N 6°13′W)
- Insediamento abitato più a ovest – Grigadale, Highland, Scozia (56°43′N 6°11′W)

- Punto più a est – Lowestoft Ness, Suffolk, Inghilterra (52°29′N 1°46′E)
- Insediamento abitato più a est – Lowestoft, Suffolk, Inghilterra (52°28′N 1°45′E)

### Galles

#### Incluse le isole
- Punto più a nord – Middle Mouse, al largo di Anglesey (53°26′N 4°26′W)
- Insediamento abitato più a nord – Llanlleiana, Anglesey (53°25′N 4°25′W)

- Punto più a sud – Flat Holm, Cardiff, al largo di Lavernock, Vale of Glamorgan (51°22′N 3°07′W)
- Insediamento abitato più a sud – Rhoose, Vale of Glamorgan (51°23′N 3°20′W)

- Punto più a ovest – Grassholm, Pembrokeshire (51°43′N 5°29′W)
- Insediamento abitato più a ovest – Treginnis, Pembrokeshire (51°52′N 5°18′W)

- Punto più a est – Lady Park Wood, presso Monmouth, Monmouthshire (51°49′N 2°39′W)
- Insediamento abitato più a est – Chepstow, Monmouthshire (51°37′N 2°39′W)

#### Solo terraferma
- Punto più a nord – Point of Ayr, Flintshire (53°21′N 3°19′W)
- Insediamento abitato più a nord – Talacre, Flintshire (53°21′N 3°19′W)

- Punto più a sud – Breaksea Point, Vale of Glamorgan (51°22′N 3°24′W)
- Insediamento abitato più a sud – Rhoose, Vale of Glamorgan (51°23′N 3°20′W)

- Punto più a ovest – Pen Dal-aderyn, Pembrokeshire (51°51′N 5°19′W)
- Insediamento abitato più a ovest – Treginnis, Pembrokeshire (51°52′N 5°18′W)

- Punto più a est – Lady Park Wood, presso Monmouth, Monmouthshire (51°49′N 2°39′W)
- Insediamento abitato più a est – Chepstow, Monmouthshire (51°37′N 2°39′W)

### Inghilterra

#### Incluse le isole
- Punto più a nord – Marshall Meadows Bay, Northumberland (55°48′N 2°02′W)
- Insediamento abitato più a nord – Marshall Meadows, Northumberland (55°48′N 2°02′W)

- Punto più a sud – Western Rocks (Isole Scilly) (49°51′N 6°24′W)
- Insediamento abitato più a sud – St Agnes, Isole Scilly (49°53′N 6°20′W)

- Punto più a ovest – Crim Rocks, Isole Scilly (49°53′N 6°27′W)
- Insediamento abitato più a ovest – St Agnes, Isole Scilly (49°53′N 6°21′W)

- Punto più a est – Lowestoft Ness, Suffolk (52°29′N 1°46′E)
- Insediamento abitato più a est – Lowestoft, Suffolk (52°28′N 1°45′E)

#### Solo terraferma
- Punto più a nord – Marshall Meadows Bay, Northumberland (55°48′N 2°02′W)
- Insediamento abitato più a nord – Marshall Meadows, Northumberland (55°48′N 2°02′W)

- Punto più a sud – Capo Lizard, Cornovaglia, Inghilterra (49°57′N 5°12′W)
- Insediamento abitato più a sud – Penisola di Lizard, Cornovaglia, Inghilterra (49°57′N 5°12′W)

- Punto più a ovest – Dr Syntax's Head, Land's End, Cornovaglia (50°04′N 5°43′W)
- Insediamento abitato più a ovest – Sennen Cove, Cornovaglia (50°04′N 5°42′W)

- Punto più a est – Lowestoft Ness, Suffolk (52°29′N 1°46′E)
- Insediamento abitato più a est – Lowestoft, Suffolk (52°28′N 1°45′E)

### Irlanda del Nord

#### Incluse le isole
- Punto più a nord – Isola di Rathlin, al largo della Ballycastle Bay, Contea Antrim (55°18′N 6°14′W)
- Insediamento abitato più a nord – Isola di Rathlin, al largo della Ballycastle Bay, Contea Antrim (55°17′N 6°11′W)

- Punto più a sud – Cranfield Point, Contea Down (54°01′N 6°03′W)
- Insediamento abitato più a sud – Greencastle, Contea Down (54°02′N 6°05′W)

- Punto più a ovest – Bradoge Bridge, Contea Fermanagh (54°27′N 8°10′W)
- Insediamento abitato più a ovest – Belleek, Contea Fermanagh (54°48′N 8°09′W)

- Punto più a est – Cannon Rock, al largo della Penisola di Ards, Contea Down (54°29′N 5°25′W)
- Insediamento abitato più a est – Portavogie, Contea Down (54°27′N 5°26′W)

#### Solo terraferma
- Punto più a nord – Benbane Head, Contea Antrim (55°15′N 6°28′W)
- Insediamento abitato più a nord – Ballintoy, Contea Antrim (55°14′N 6°21′W)

- Punto più a sud – Cranfield Point, Contea Down (54°01′N 6°03′W)
- Insediamento abitato più a sud – Greencastle, Contea Down (54°02′N 6°05′W)

- Punto più a ovest – Bradoge Bridge, Contea Fermanagh (54°27′N 8°10′W)
- Insediamento abitato più a ovest – Belleek, Contea Fermanagh (54°48′N 8°09′W)

- Punto più a est – Burr Point, Penisola di Ards, Contea Down (55°29′N 5°26′W)
- Insediamento abitato più a est – Portavogie, Contea Down (54°27′N 5°26′W)

### Scozia

#### Incluse le isole
- Punto più a nord – Out Stack, Shetland (60°51′N 0°52′W)
- Insediamento abitato più a nord – Skaw, Unst, Shetland (60°49′N 0°47′W)

- Punto più a sud – Mull of Galloway, Wigtownshire (54°37′59.55″N 4°52′29.08″W)
- Insediamento abitato più a sud – Cairngaan, Wigtownshire (54°38′N 4°54′W)

- Punto più a ovest – Rockall (57°35′N 13°41′W)
- Insediamento abitato più a ovest – Caolas, Bhatarsaigh (Vatersay), Ebridi Esterne (56°56′N 7°32′W)

- Punto più a est – Bound Skerry, Outer Skerries, Shetland (60°25′N 0°43′W)
- Insediamento abitato più a est – Bruray, Outer Skerries, Shetland (60°26′N 0°45′W)

#### Solo terraferma
- Punto più a nord – Dunnet Head, anche detta Easter Head, Caithness, Highland (58°40′N 3°22′W)
- Insediamento abitato più a nord – Skarfskerry, Caithness, Highland (58°39′N 3°15′W)

- Punto più a sud – Mull of Galloway, Wigtownshire (54°37′59.55″N 4°52′29.08″W)
- Insediamento abitato più a sud – Cairngaan, Wigtownshire (54°38′N 4°54′W)

- Punto più a ovest – Corrachadh Mòr, Highland (56°42′N 6°13′W)
- Insediamento abitato più a ovest – Grigadale, Highland (56°43′N 6°11′W)

- Punto più a est – Keith Inch, Aberdeenshire (57°30′N 1°46′W)
- Insediamento abitato più a est – Peterhead, Aberdeenshire (57°30′N 1°46′W)